# Lepomis microlophus
Lepomis microlophus is een straalvinnige vis uit de familie van zonnebaarzen (Centrarchidae) en behoort tot de orde van baarsachtigen (Perciformes). De volwassen vis is gemiddeld 19 cm, maar kan maximaal 43,2 cm lang en 220 gram zwaar worden. De hoogst geregistreerde leeftijd is 7 jaar.

## Leefomgeving en voedsel
Lepomis microlophus is een zoetwatervis, maar kan soms ook voorkomen in brakwater. Het natuurlijke verspreidingsgebied is Noord-Amerika, van het zuiden van Indiana en Illinois tot en met Texas en South Carolina in de Verenigde Staten. Lepomis microlophus komt daar vooral voor in meren, plassen en moerassen. Lepomis microlophus komt als exoot ook voor in de binnenwateren van Afrika.
Lepomis microlophus foerageert op weekdieren, met name op zoetwaterslakken.

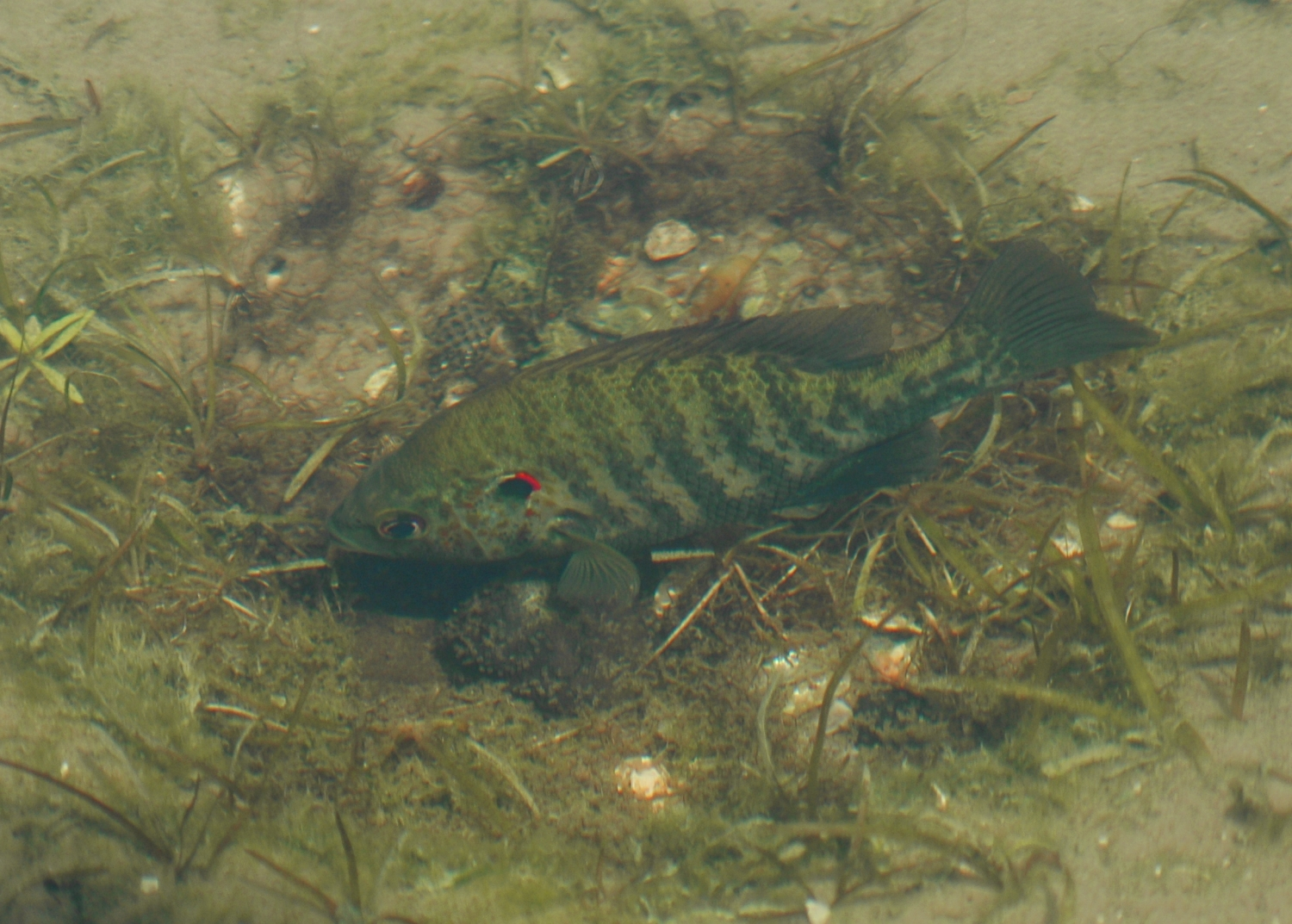
Een Lepomis microlophus-mannetje die zijn eitjes beschermt

## Relatie tot de mens
Lepomis microlophus is voor de beroepsvisserij van geen belang, er wordt wel op gehengeld.